# Ars-sur-Moselle
Pour les articles homonymes, voir Ars et Moselle.
Ars-sur-Moselle (prononcer [aʁs syʁ mɔzɛl] ; allemand : Ars an der Mosel) est une commune française située dans le département de la Moselle, en région Grand Est.
La commune est connue pour sa boulonnerie qui équipe notamment le tunnel sous la Manche.

## Géographie
La commune fait partie du Parc naturel régional de Lorraine.

### Localisation
Ars-sur-Moselle est, comme son nom le suggère, située non seulement dans le département de la Moselle, mais également sur la rive gauche de la Moselle, environ 10 kilomètres en amont, au sud de Metz.
Elle est également située au pied des coteaux de Moselle, et dans la partie basse de la vallée de la Mance, petit affluent gauche de la Moselle.

### Voies de communication et transports

#### Bus
Faisant partie de l'Eurométropole de Metz, Ars-sur-Moselle est desservie par le réseau de transport en commun LE MET', un réseau de transport multi-modal. Deux lignes permettent ainsi de relier Metz à Ars-sur-Moselle : d'une part la ligne 103 qui relie la Gare de Metz-Ville à Vernéville, qui propose un service régulier et un service sur réservation (TAD), et d'autre part la ligne TER Lorraine numéro 1 qui relie Luxembourg à Nancy, accessible sur le tronçon Metz - Ars-sur-Moselle à tout voyageur muni de titres de transports LE MET' chargés sur une carte SimpliCités.

#### TER Lorraine
La gare d'Ars-sur-Moselle, située à 100 m du centre-ville, est desservie par la ligne 1 du réseau TER Lorraine qui relie Luxembourg à Nancy. Elle permet ainsi de relier directement Ars-sur-Moselle à Metz en 7 min et à Nancy en 45 min.

#### Route
Ars-sur-Moselle est traversée dans par la route qui reliait Metz et Nancy avant que l'autoroute A31 ne soit construite. Elle est aujourd'hui plus commodément accessible via ladite A31, par la sortie 31 à Moulins-lès-Metz en venant du nord, ou la sortie 30 à Augny, en venant du sud. Ars-sur-Moselle est aussi accessible en provenance de l'est par le pont enjambant la Moselle qui la relie à sa voisine Jouy-aux-Arches, et de l'ouest et par le plateau lorrain et la D 11 en provenance de Gravelotte qui longe la vallée de la Mance.

#### Voie verte
La Véloroute Charles le Téméraire passe à proximité d'Ars-sur-Moselle, à Jouy-aux-Arches, sur la rive opposée de la Moselle.

### Hydrographie
La commune est située dans le bassin versant du Rhin au sein du bassin Rhin-Meuse. Elle est drainée par la Moselle, la Moselle canalisée, le canal de Jouy, le ruisseau de Vricholle, le ruisseau de Parfond Val et le ruisseau la Mance.
La Moselle, d’une longueur totale de 560 kilomètres, dont 315 kilomètres en France, prend sa source dans le massif des Vosges au col de Bussang et se jette dans le Rhin à Coblence en Allemagne.
La Moselle canalisée, d'une longueur totale de 135,2 km, prend sa source dans la commune de Pont-Saint-Vincent et se jette  dans la Moselle à Kœnigsmacker, après avoir traversé 61 communes.

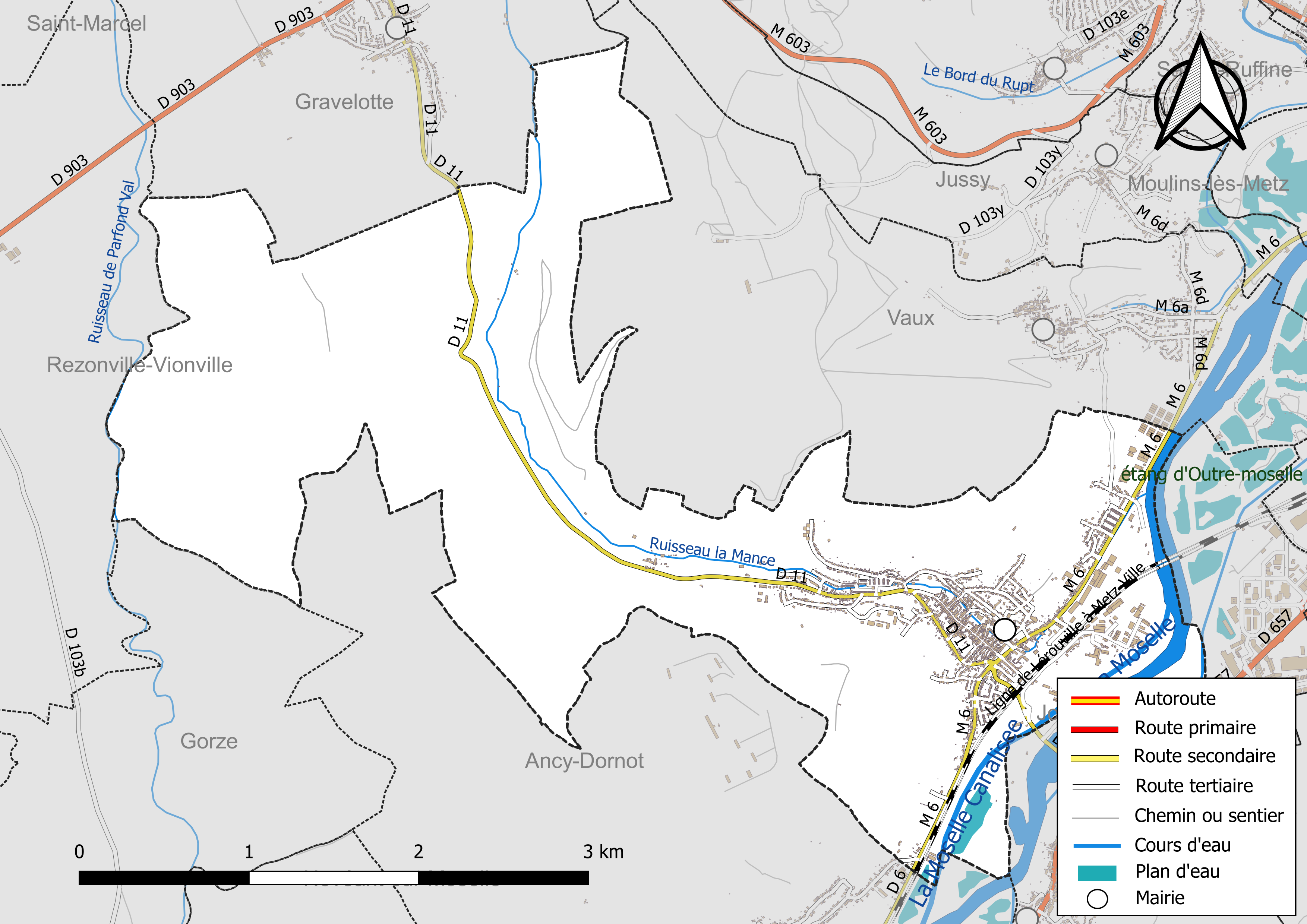
Réseaux hydrographique et routier d'Ars-sur-Moselle.

La qualité des eaux des principaux cours d’eau de la commune, notamment de la Moselle et de la Moselle canalisée, peut être consultée sur un site dédié géré par les agences de l’eau et l’Agence française pour la biodiversité. Ainsi en 2020, dernière année d'évaluation disponible en 2022, l'état écologique de la Moselle était jugé moyen (jaune).

### Climat
Pour des articles plus généraux, voir Climat du Grand Est et Climat de la Moselle.
En 2010, le climat de la commune est de type climat des marges montargnardes, selon une étude du Centre national de la recherche scientifique s'appuyant sur une série de données couvrant la période 1971-2000. En 2020, Météo-France publie une typologie des climats de la France métropolitaine dans laquelle la commune est exposée à un climat semi-continental et est dans la région climatique Lorraine, plateau de Langres, Morvan, caractérisée par un hiver rude (1,5 °C), des vents modérés et des brouillards fréquents en automne et hiver.
Pour la période 1971-2000, la température annuelle moyenne est de 9,4 °C, avec une amplitude thermique annuelle de 16,3 °C. Le cumul annuel moyen de précipitations est de 758 mm, avec 12,6 jours de précipitations en janvier et 9,5 jours en juillet. Pour la période 1991-2020, la température moyenne annuelle observée sur la station météorologique de Météo-France la plus proche, « Metz-Frescaty », sur la commune d'Augny à 4 km à vol d'oiseau, est de 11,1 °C et le cumul annuel moyen de précipitations est de 713,5 mm. 
La température maximale relevée sur cette station est de 39,7 °C, atteinte le 25 juillet 2019 ; la température minimale est de −23,2 °C, atteinte le 17 février 1956,,.
| Mois                                  | jan.             | fév.             | mars           | avril           | mai             | juin            | jui.           | août           | sep.            | oct.          | nov.             | déc.            | année      |
| ------------------------------------- | ---------------- | ---------------- | -------------- | --------------- | --------------- | --------------- | -------------- | -------------- | --------------- | ------------- | ---------------- | --------------- | ---------- |
| Température minimale moyenne (°C)     | 0                | 0,1              | 2,4            | 4,9             | 9               | 12,3            | 14,4           | 14             | 10,4            | 7,2           | 3,6              | 1               | 6,6        |
| Température moyenne (°C)              | 2,7              | 3,6              | 7              | 10,5            | 14,5            | 17,9            | 20,1           | 19,7           | 15,7            | 11,3          | 6,5              | 3,5             | 11,1       |
| Température maximale moyenne (°C)     | 5,4              | 7,1              | 11,6           | 16              | 20              | 23,6            | 25,8           | 25,5           | 20,9            | 15,4          | 9,4              | 6               | 15,6       |
| Record de froid (°C) date du record   | −20,1 02.01.1971 | −23,2 17.02.1956 | −15,3 01.03.05 | −5,1 13.04.1986 | −2,5 13.05.1941 | 1,9 02.06.1975  | 4,3 22.07.1980 | 3,9 31.08.1956 | −1,1 29.09.1972 | −6,2 29.10.12 | −11,7 23.11.1998 | −17 03.12.1973  | −23,2 1956 |
| Record de chaleur (°C) date du record | 16,1 05.01.1999  | 20,8 29.02.1960  | 25,1 31.03.21  | 29,6 18.04.1949 | 33,2 28.05.17   | 37,7 27.06.1947 | 39,7 25.07.19  | 39,5 08.08.03  | 34,3 15.09.20   | 28 13.10.23   | 23,3 02.11.20    | 18,1 04.12.1953 | 39,7 2019  |
| Précipitations (mm)                   | 61,9             | 56               | 51,1           | 45,1            | 56,9            | 56,1            | 59,8           | 59,3           | 61,5            | 64,8          | 64,5             | 76,5            | 713,5      |

| Diagramme climatique                                  |          |             |           |         |              |              |            |              |             |            |        |
| J                                                     | F        | M           | A         | M       | J            | J            | A          | S            | O           | N          | D      |
| 5,4061,9                                              | 7,10,156 | 11,62,451,1 | 164,945,1 | 20956,9 | 23,612,356,1 | 25,814,459,8 | 25,51459,3 | 20,910,461,5 | 15,47,264,8 | 9,43,664,5 | 6176,5 |
| Moyennes : • Temp. maxi et mini °C • Précipitation mm |          |             |           |         |              |              |            |              |             |            |        |

Les paramètres climatiques de la commune ont été estimés pour le milieu du siècle (2041-2070) selon différents scénarios d'émission de gaz à effet de serre à partir des nouvelles projections climatiques de référence DRIAS-2020. Ils sont consultables sur un site dédié publié par Météo-France en novembre 2022.

## Urbanisme

### Typologie
Au 1er janvier 2024, Ars-sur-Moselle est catégorisée ceinture urbaine, selon la nouvelle grille communale de densité à sept niveaux définie par l'Insee en 2022.
Elle appartient à l'unité urbaine de Metz, une agglomération intra-départementale regroupant 42  communes, dont elle est une commune de la banlieue,,. Par ailleurs la commune fait partie de l'aire d'attraction de Metz, dont elle est une commune de la couronne,. Cette aire, qui regroupe 245 communes, est catégorisée dans les aires de 200 000 à moins de 700 000 habitants,.

### Occupation des sols
L'occupation des sols de la commune, telle qu'elle ressort de la base de données européenne d’occupation biophysique des sols Corine Land Cover (CLC), est marquée par l'importance des forêts et milieux semi-naturels (65,1 % en 2018), en augmentation par rapport à 1990 (58,4 %). La répartition détaillée en 2018 est la suivante : 
forêts (60,9 %), terres arables (9,5 %), zones industrielles ou commerciales et réseaux de communication (7,7 %), zones urbanisées (6,8 %), zones agricoles hétérogènes (5 %), milieux à végétation arbustive et/ou herbacée (4,1 %), zones humides intérieures (3,4 %), eaux continentales (2,5 %). L'évolution de l’occupation des sols de la commune et de ses infrastructures peut être observée sur les différentes représentations cartographiques du territoire : la carte de Cassini (XVIIIe siècle), la carte d'état-major (1820-1866) et les cartes ou photos aériennes de l'IGN pour la période actuelle (1950 à aujourd'hui).

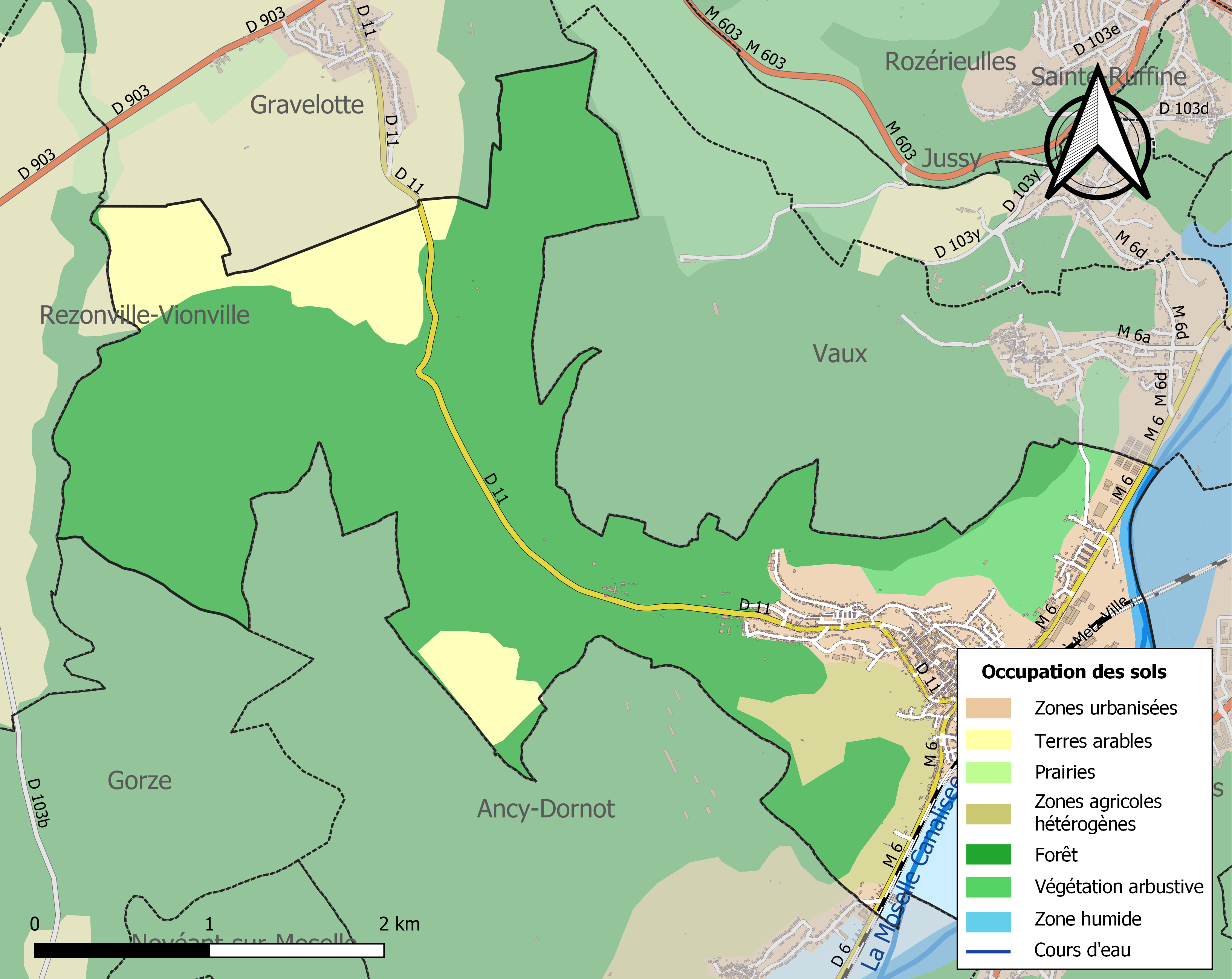
Carte des infrastructures et de l'occupation des sols de la commune en 2018 (CLC).

## Toponymie
Le nom de la localité est attesté sous les formes Arcus ou Arx au Moyen Âge, en 881. Ars an der Mosel, en allemand, entre 1871 et 1918 et de nouveau Ars an der Mosel entre 1940 et 1944.
Son nom est issu du pluriel arcae, issu du latin arcus signifiant « arche », le nom fait référence aux arches de l’aqueduc de Gorze à Metz, toujours présent à Ars-sur-Moselle.

## Histoire

### Origines
Une charte de 881 mentionne l’existence du village. Ce fut plus tard une mairie épiscopale du Val de Metz au bas Moyen Âge. Le village avait la plus grande surface de vignobles de Moselle. En 1325, lors de la Guerre des quatre seigneurs, les troupes du duc de Lorraine et du comte de Bar « vinrent en grand puissance au vaul de Mets (...) devant Airs sur Muzelle, où ilz trappont les vignes et brullont les paixelz des vignes ». Avec Ancy-sur-Moselle, Ars est à cette époque un des plus importants bourgs viticoles de cette partie de la vallée de la Moselle. Lors du siège de Metz de 1444, alors que les Écorcheurs « séjournent » dans le Pays Messin, plusieurs compagnons d'Ars n'hésitent pas à quitter les murs de Metz, où la population s'est réfugiée, pour aller reprendre des tonneaux de vin aux soudards.
La commune absorbe, entre 1790 et 1794, l'ancienne commune Manu,.

### XIXesiècle
En 1817, Ars, village de l’ancienne province des Trois-Évêchés sur la rive gauche de la Moselle et traversé par la Mance avait pour annexes le moulin de Mance et Lanoue[Quoi ?]. À cette époque il y avait 1203 habitants répartis dans 221 maisons.
Le village connut un essor industriel important au XIXe siècle, grâce à l’exploitation du fer. Bien situé sur la ligne de chemin de fer Metz-Nancy, le vieux bourg viticole se développe grâce au minerai oolithique. Ars-sur-Moselle a connu en fait trois sites de hauts-fourneaux. Vers 1848, les messins Mayer-Dupont et Dreyfus achètent à Ars-sur-Moselle l’usine inachevée de Saint-Benoît et construisent l’usine de Saint-Paul. L'usine de Saint-Paul comprenait quatre hauts-fourneaux et des fours à puddler, permettant la transformation de la fonte en fer. Les maîtres de forge sarrois Karcher et Westermann y construisent aussi une usine avec deux hauts-fourneaux, mis à feu en 1858 et 1861, portant la capacité de production du site à six hauts-fourneaux au total. Les installations d’Ars-sur-Moselle sont en pleine prospérité quand éclate la guerre de 1870.
Comme les autres communes de l'actuel département de la Moselle, Ars-sur-Moselle est annexée à l’Empire allemand de 1871 à 1918. Le marché allemand étant gros consommateur de vin, l'annexion apporte une bouffée d'oxygène à un vignoble déjà menacé par la concurrence méridionale française. Intéressée par les côtes de Moselle, la firme Kupferberg, un fabricant de mousseux, s'installe à Ars. Mais le phylloxéra fait son apparition dans la commune dès 1877. Malgré la création en 1896, d'une « Weinbaugenossenschaft des Metzer Landes », une association de viticulteurs du Pays messin, le vignoble amorcera son déclin.
La ceinture fortifiée de Metz, construite à partir de 1868, est complétée par les Allemands dès les premières années de l'annexion. Plusieurs forts sont construits sur les hauteurs de la commune, dont le Groupe fortifié Driant, sur la rive sud de la Mance, sur les hauteurs des côtes de Moselle. Disposant de plusieurs batteries de gros calibres, ces forts couvrent la vallée de la Moselle, ainsi que le plateau, qui fut le théâtre des violents combats au cours de la guerre de 1870. En 1914, la première machine à fabriquer des boulons est implantée sur le site de l'usine sidérurgique d'Ars.

### XXeetXXIesiècles
Lorsque la Première Guerre mondiale éclate, les Mosellans se battent naturellement pour l’Empire allemand. Beaucoup de jeunes gens tombèrent au champ d'honneur sous l’uniforme allemand, sur le Front de l’Est, mais aussi à l’Ouest, en particulier en France et dans les Flandres. Sujets loyaux de l'Empereur, les Mosellans accueillent cependant avec joie la fin des hostilités et la paix, enfin retrouvée.[non neutre]
Durant l'entre-deux-guerres, le vignoble poursuit son déclin. Les groupes fortifiés du secteur restent actifs et s’intègrent maintenant dans le dispositif de fortification français de la Ligne Maginot, après avoir été soigneusement étudiés par les ingénieurs français.
La Seconde Guerre mondiale et le drame de l'Annexion marqueront longtemps les esprits. Beaucoup de jeunes gens incorporés de force dans les armées allemandes furent envoyés sur le Front de l'Est. Certains ne revinrent jamais. Un camp d'Ostarbeiter, des travailleurs de l'Est, implanté sur le site du dépôt du génie de la ligne Maginot, permet à l'usine des « Forges et Boulonnerie » de participer à l'effort de guerre du Reich. À la suite des bombardements américains, cette production est partiellement transférée dans l'enceinte du fort Driant. Devant l'avancée des troupes américaines, l'armée allemande décide en août 1944 de réarmer les forts situés à l'ouest de Metz. En septembre 1944, les soldats de la 462e Volks-Grenadier-Division se terrent dans les forts du secteur et affrontent la IIIe armée du général Patton. La population civile est évacuée. Le fort Driant, verrou d'accès sur la vallée de la Moselle, est au cœur de très violents combats, qui vont se poursuivre durant trois mois. La bataille de Metz s'achève finalement en décembre 1944 par la victoire des Alliés.
Depuis 1952, de nombreux programmes immobiliers, de logements ou de pavillons, ont permis le développement urbanistique de la commune. Ars a aujourd'hui retrouvé le chiffre de la population des années d'expansion. Néanmoins, cette expansion urbaine dévore aujourd’hui les coteaux et la vallée de la Mance, menaçant même le patrimoine architectural d'intérêt historique de la commune.

## Politique et administration

### Liste des maires
| Période                                  | Période                       | Identité        | Étiquette     | Qualité                                                                                                |
| ---------------------------------------- | ----------------------------- | --------------- | ------------- | --- |
| Les données manquantes sont à compléter. |                               |                 |               | |
| septembre 1868                           | mars 1871                     | Prosper André   | Centre gauche | Médecin Conseiller général de Gonze (1870 → 1871) Conseiller d'arrondissement (1867 → 1871)            |
| Les données manquantes sont à compléter. |                               |                 |               | |
| mars 1959                                | mars 1989                     | Albert Harmand  |               | |
| mars 1989                                | juin 1995                     | Pierre Baudoin  | DVD           | |
| juin 1995                                | mars 2012                     | Stéphane Susung | PS            | Métreur retraité Décédé en fonction                                                                    |
| avril 2012                               | novembre 2021                 | Bruno Valdevit  | PS            | Retraité, ancien 3e adjoint 8e vice-président de l'Eurométropole de Metz (? → 2021) Décédé en fonction |
| décembre 2021,                           | En cours (au 9 décembre 2021) | Pascal Hody     |               | Responsable d'affaires retraité, ancien 1er adjoint                                                    |

### Politique environnementale
Depuis 2004, Ars-sur-Moselle est récompensée d’une fleur au concours des villes et villages fleuris, et de deux fleurs depuis 2016.

### Jumelages
- Völklingen (Allemagne), Ars-sur-Moselle est jumelée à Ludweiler, incorporée à Völklingen.

## Population et société

### Démographie
L'évolution du nombre d'habitants est connue à travers les recensements de la population effectués dans la commune depuis 1793. Pour les communes de moins de 10 000 habitants, une enquête de recensement portant sur toute la population est réalisée tous les cinq ans, les populations de référence des années intermédiaires étant quant à elles estimées par interpolation ou extrapolation. Pour la commune, le premier recensement exhaustif entrant dans le cadre du nouveau dispositif a été réalisé en 2005.

En 2022, la commune comptait 4 645 habitants, en évolution de −0,85 % par rapport à 2016 (Moselle : +0,52 %, France hors Mayotte : +2,11 %).
| 1793  | 1800  | 1806  | 1821  | 1836  | 1841  | 1861  | 1866  | 1871  |
| ----- | ----- | ----- | ----- | ----- | ----- | ----- | ----- | ----- |
| 1 171 | 1 189 | 1 230 | 1 307 | 1 451 | 1 453 | 5 016 | 5 860 | 5 371 |

| 1875  | 1880  | 1885  | 1890  | 1895  | 1900  | 1905  | 1910  | 1921  |
| ----- | ----- | ----- | ----- | ----- | ----- | ----- | ----- | ----- |
| 5 708 | 5 989 | 4 638 | 3 310 | 2 624 | 4 081 | 3 769 | 3 538 | 2 756 |

| 1926  | 1931  | 1936  | 1946  | 1954  | 1962  | 1968  | 1975  | 1982  |
| ----- | ----- | ----- | ----- | ----- | ----- | ----- | ----- | ----- |
| 3 274 | 3 868 | 3 526 | 2 524 | 3 547 | 5 182 | 5 393 | 5 469 | 5 039 |

| 1990  | 1999  | 2005  | 2006  | 2010  | 2015  | 2020  | 2022  | - |
| ----- | ----- | ----- | ----- | ----- | ----- | ----- | ----- | - |
| 5 084 | 5 001 | 4 679 | 4 603 | 4 846 | 4 720 | 4 695 | 4 645 | - |

### Manifestations culturelles et festivités
- La fête patronale a lieu le dernier dimanche de juillet.
- Le marché a lieu vendredi.

### Enseignement
- Écoles maternelles du Rucher et du Moulin Fleuri ;
- Écoles primaires Alexandre-de-Rességuier et du Val de Mance ;
- Le collège Pilâtre-de-Rozier qui regroupe les communes de : Ancy-sur-Moselle, Arry, Ars-sur-Moselle, Corny-sur-Moselle, Dornot, Gorze, Gravelotte, Jouy-aux-Arches, Novéant-sur-Moselle, Rezonville et Vionville.

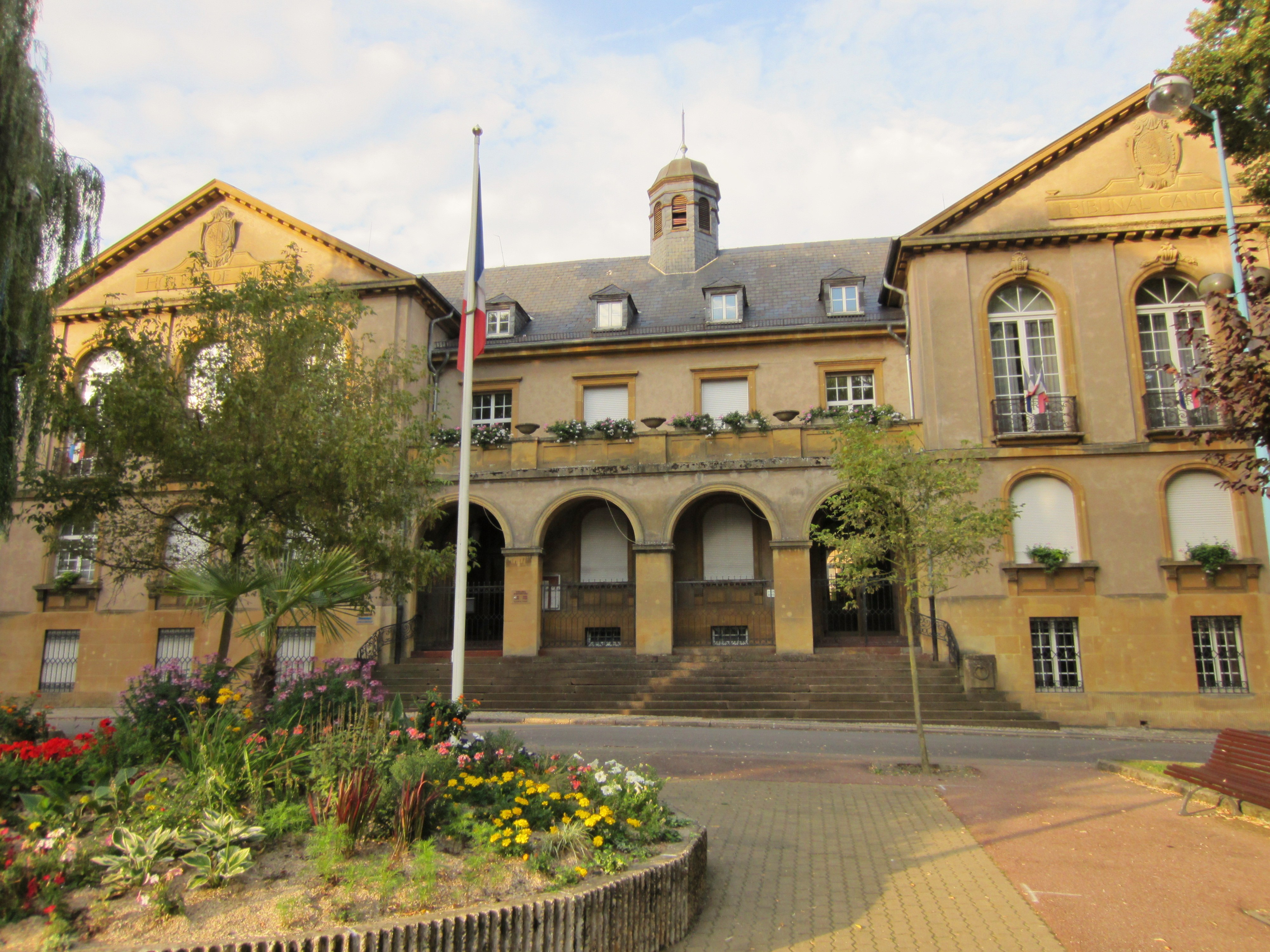
Mairie et ancien tribunal.
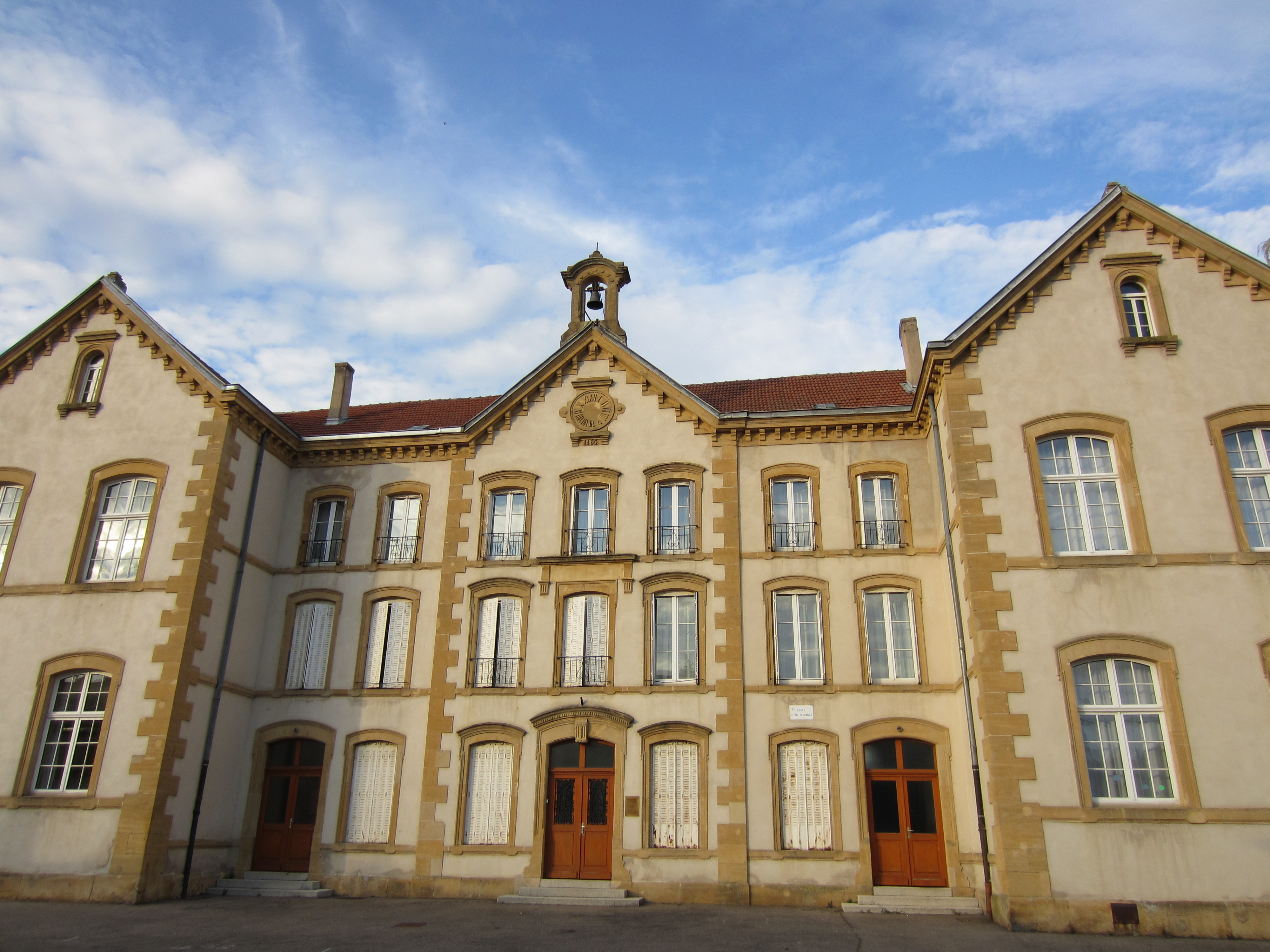
L'ancienne école.
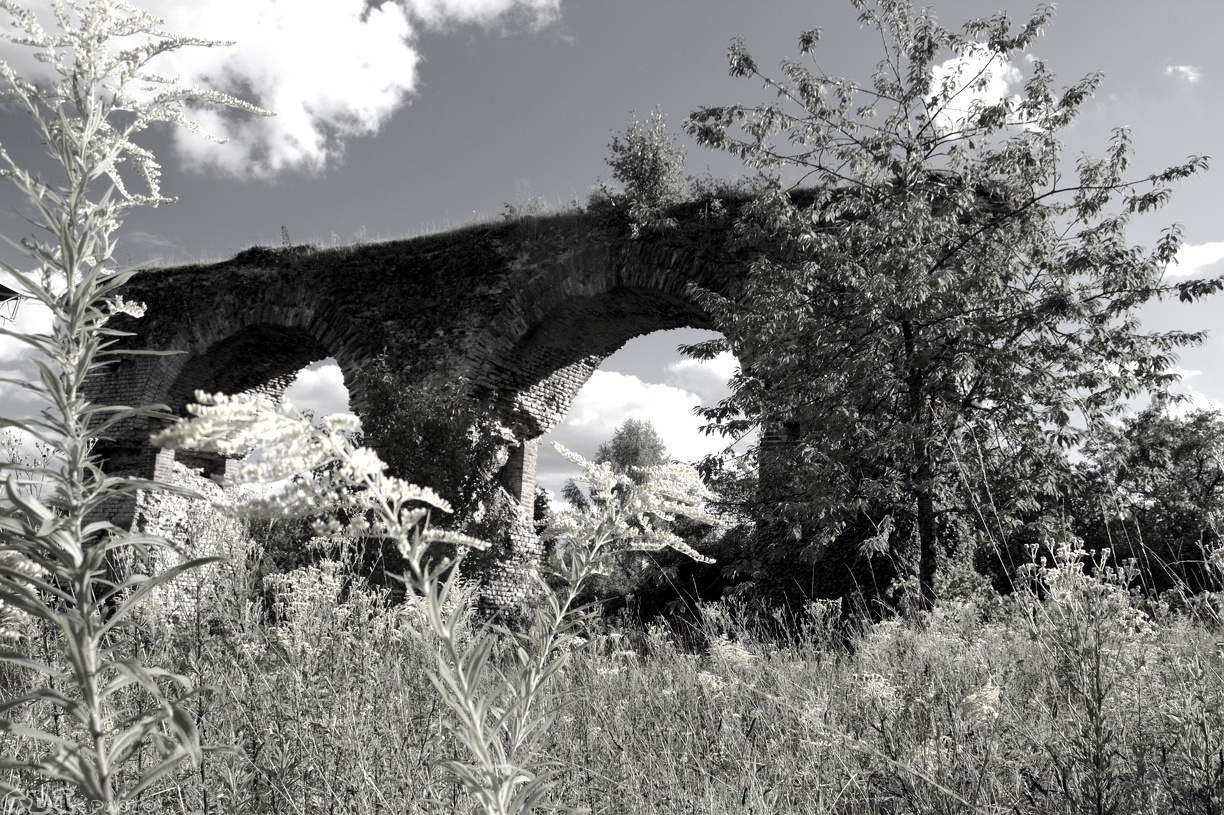
Les deux arches de l'aqueduc de Gorze à Metz les plus proches du bassin de décantation, avant leur restauration.
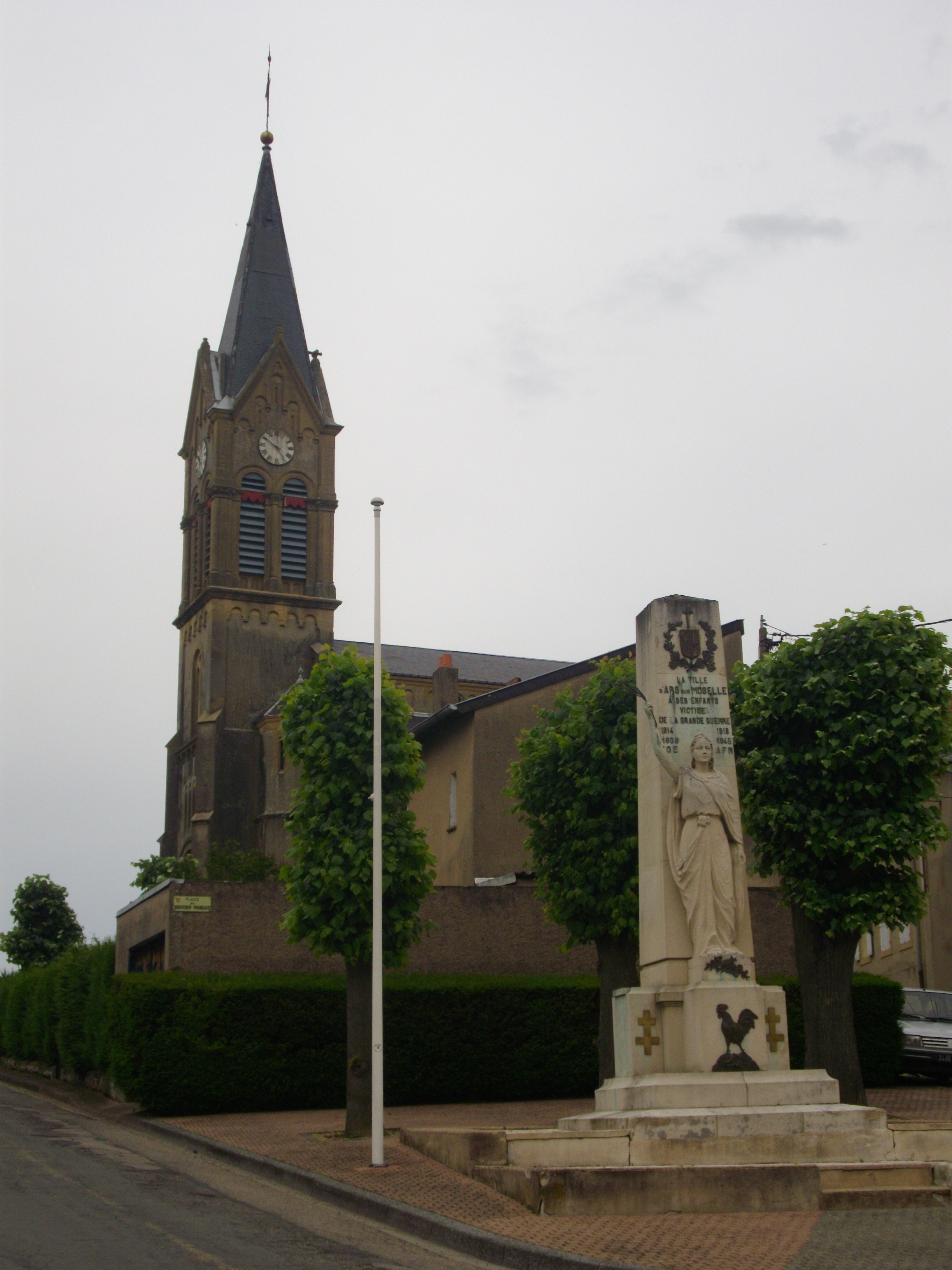
Le monument aux morts et l'église.
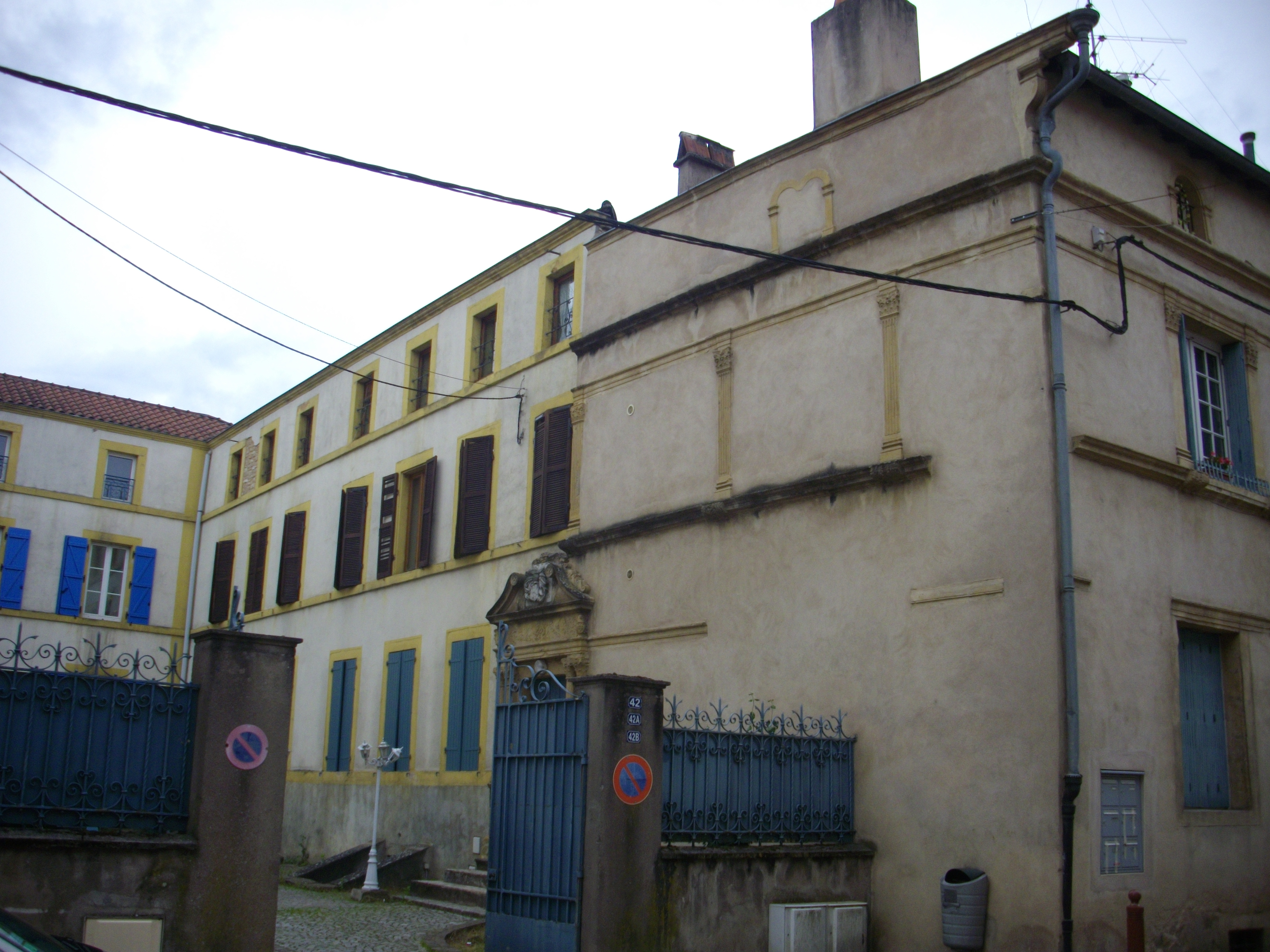
Façade de maison, 42 rue du Maréchal-Foch.

### Sports
- Piscine municipale
- Stade Maurice Fontaine
- Gymnase Pierre de Coubertin

## Culture locale et patrimoine

### Lieux et monuments

#### Édifices civils
- vestiges préhistoriques et antiques ;
- vestiges des arches et de l’aqueduc romain et bassin de décantation, pile (conduisant les eaux de Gorze à Metz), édifice objet d'un classement au titre des monuments historiques[37] ;
- maison XVIe siècle : portail Renaissance à colonnes sculptées, écusson 1593, 42 rue Maréchal-Foch, inscrite au titre des monuments historiques par arrêté du 3 octobre 1929[38] ;
- immeuble XVIe siècle : façade inscrite par arrêté du 9 janvier 1930, 44 rue Maréchal-Foch[39] ;
- monument aux morts ;
- restes du moulin de la Mance ;
- panorama du Gorgimont (360 m) ;
- ruines d’une construction dont l’origine exacte est inconnue dans le bois Gerbéhaie ou de la Citerne ;

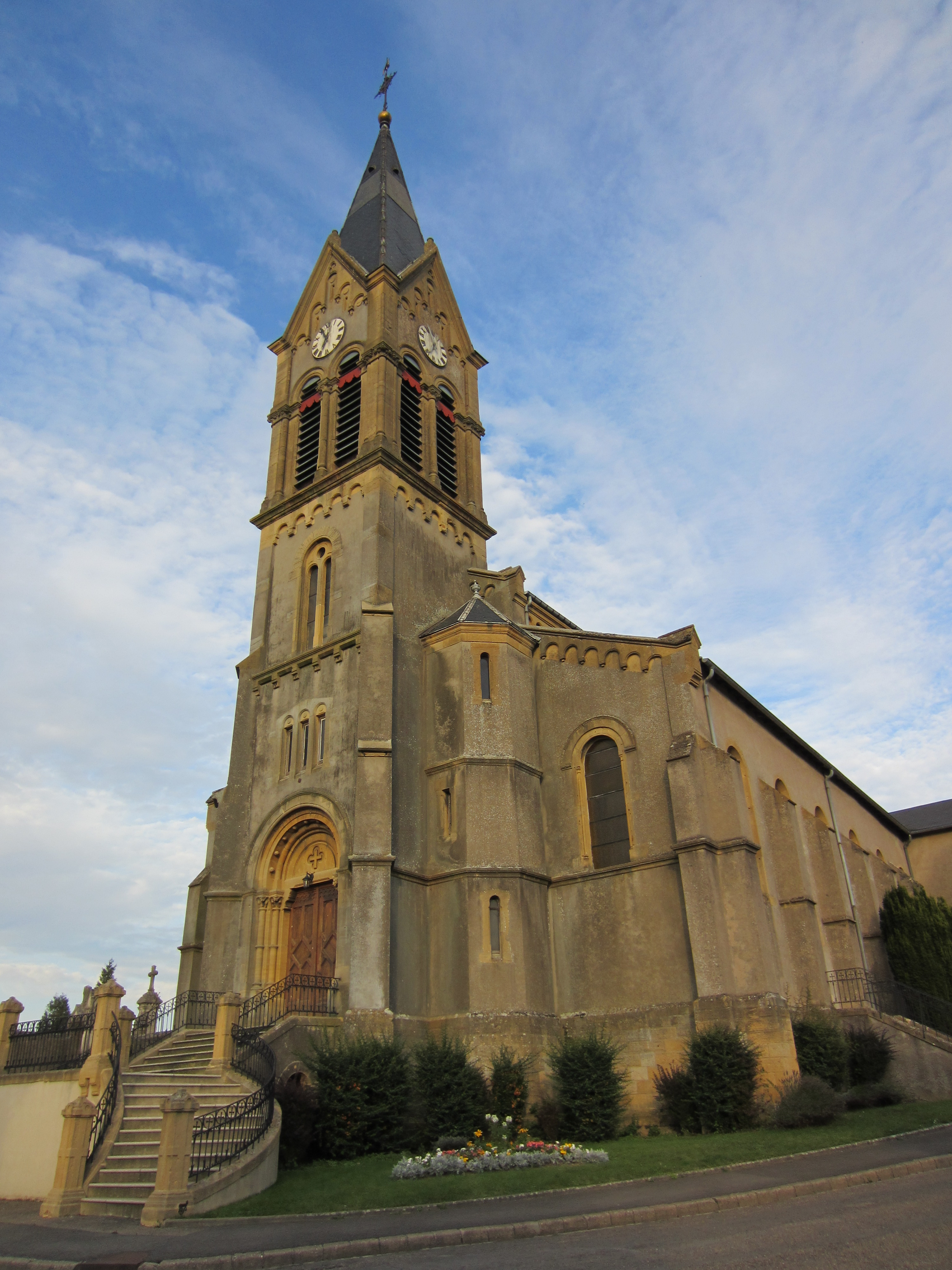
Église Saint-Martin.

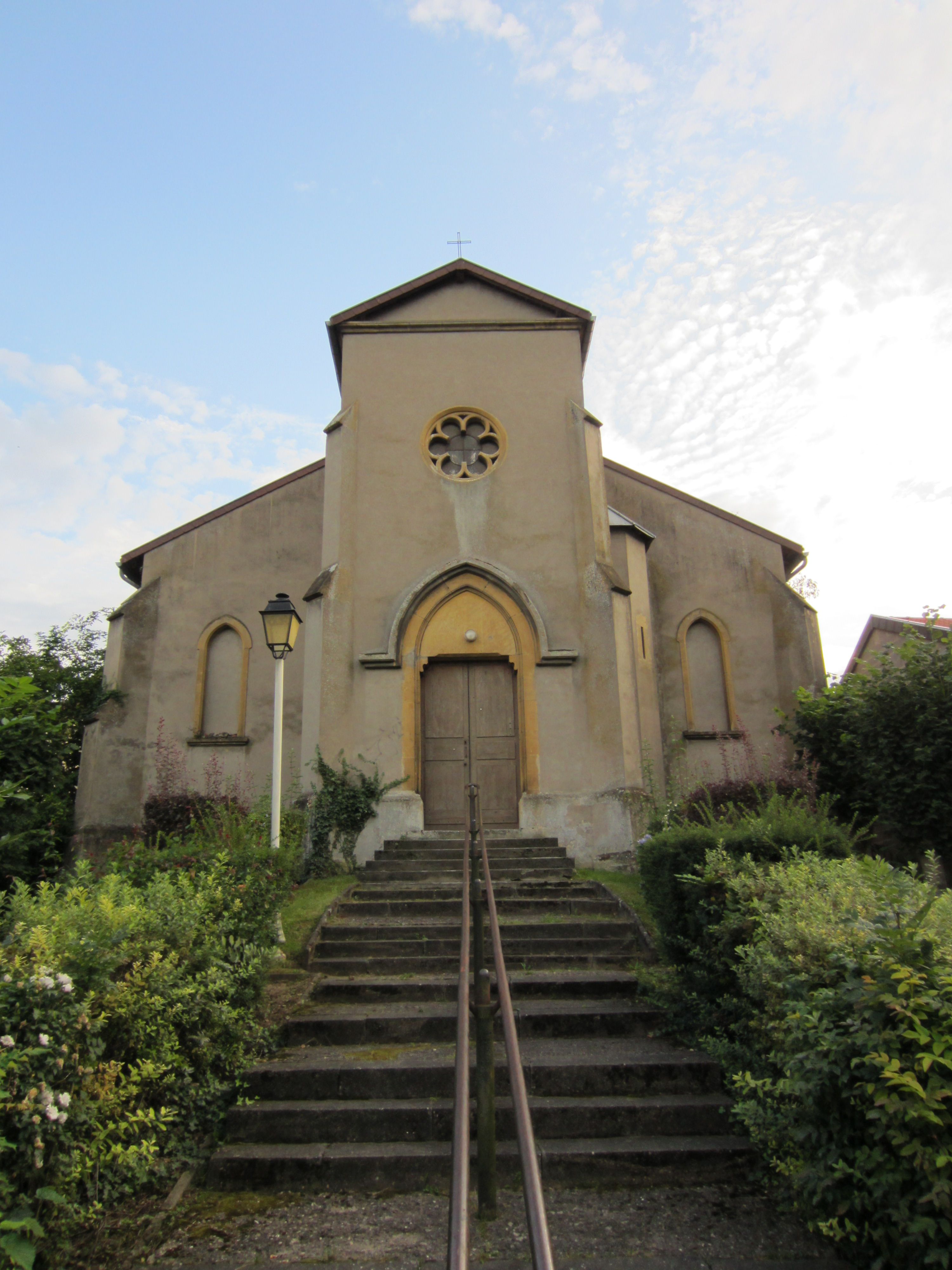
Chapelle Saint-Roch.

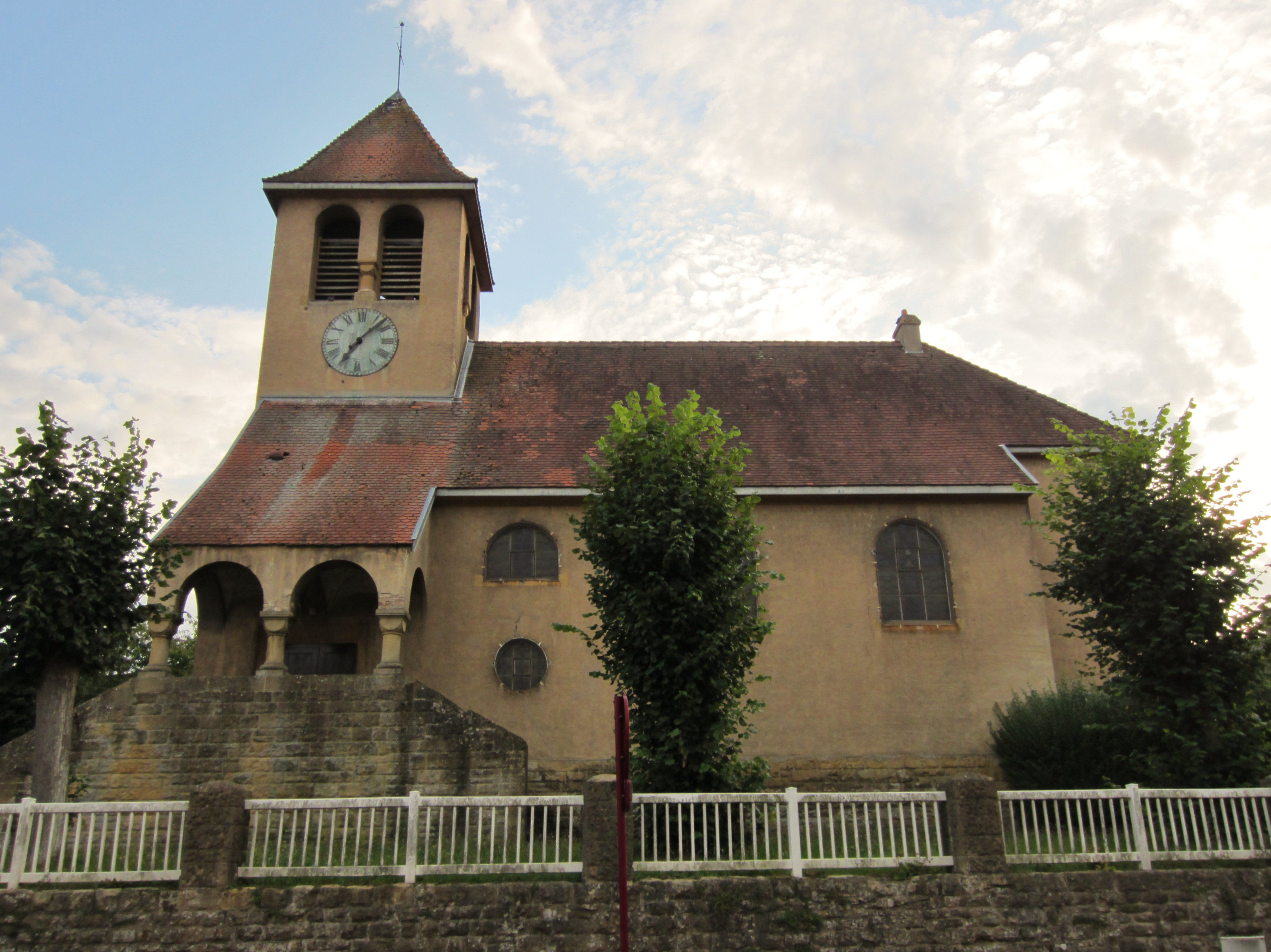
Temple protestant réformé.

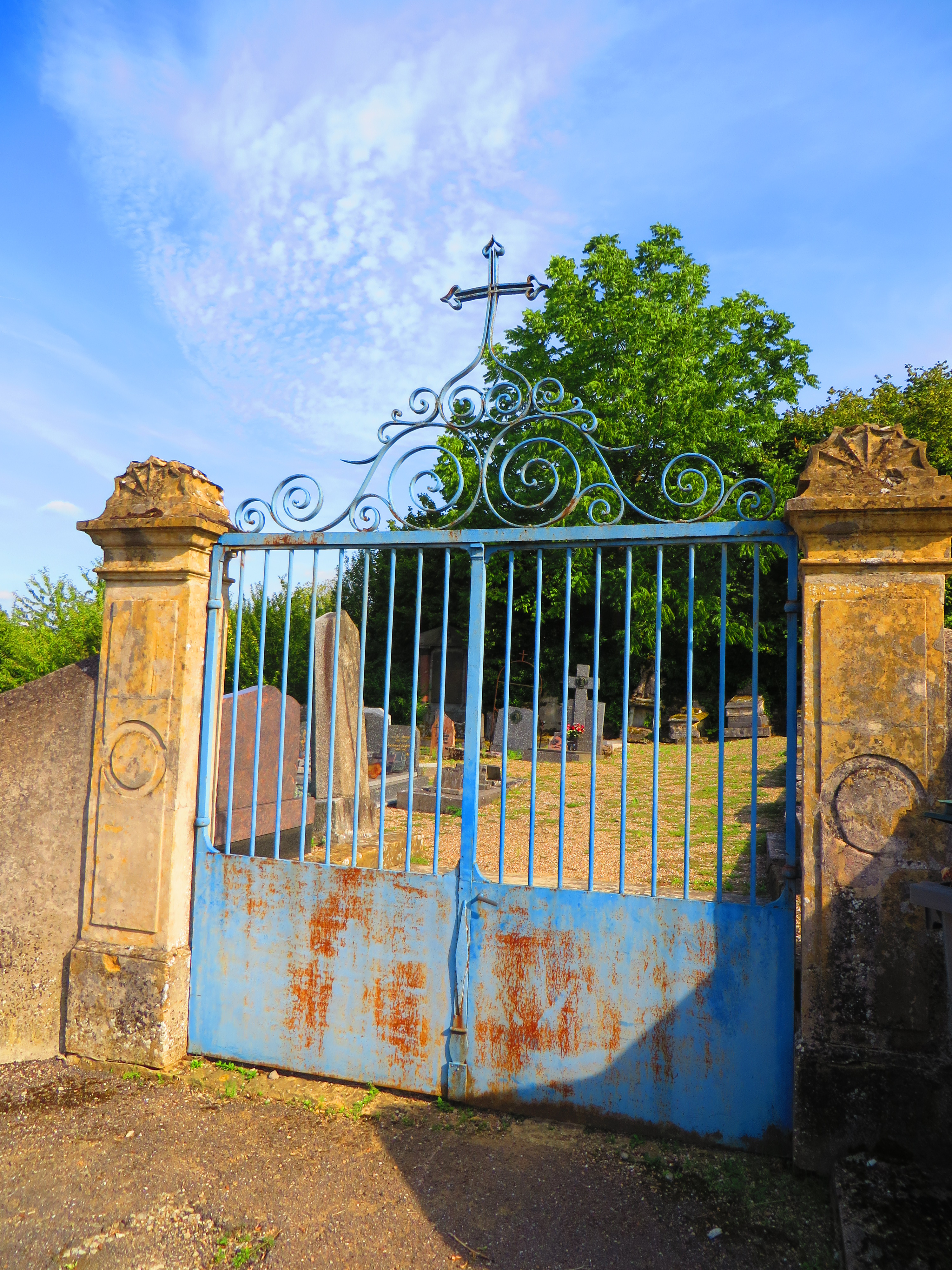
Cimetière protestant.

- porte Morlane.
- mairie et ancien tribunal
- ancienne école (1865)
- Parc municipal, recemment étendu

#### Édifices religieux
- église Saint-Martin néo-romane 1816 et agrandie en 1860, à la place de l’ancienne église fortifiée qui brûla en 1807 : reste du mur d’enceinte et statue de la Vierge de la Mance du XVe siècle ;
- chapelle Saint-Roch, 1867, construite à la suite d’une épidémie de choléra, qui fut menacée de destruction et qui actuellement est en cours de restauration par la fraternité Saint Pie X dans le cadre d'une convention entre le diocèse de Metz et la mairie d'Ars-sur-Moselle ;
- l'oratoire de Notre-Dame de la Mance (autrefois lieu dédié à sainte Agathe ou était érigée une chapelle qui a été détruite laissant la place à un sanctuaire marial dédié à Notre-Dame de Lorette, le nom de Mance vient de la Mensa signifiant "maison" en latin) sur la route de Gravelotte avant de sortir de la commune ;
- croix Saint-Clément ;
- temple protestant réformé, rue du Président-Wilson, construit en 1912.
- Cimetière protestant.

### Équipements culturels
- Centre socio-culturel Albert Harmand
- Bibliothèque municipale
- Musée de la mairie
- Cinéma Union[40]: Association Union fondee par l'Abbé Lefevre, renouvelée en 1975 par René Parmentier, maison et matériel par Paul Harand, rénovations en 1991. Son Dolby Stéréo S.R. en 1994, Dolby Digital en 1996, Surround EX en 2003. Extension du parking en 2011, nouveau système numérique en 2012, nouveau hall d'accueil en 2016[41]

### Personnalités liées à la commune
- Ernest Bussière (1863-1913), sculpteur, né à Ars-sur-Moselle.
- Joseph Émile Mangin (1867-1941), général de la Première Guerre mondiale, né à Ars-sur-Moselle.
- Suzanne Citron (1922-2018), historienne et essayiste française, née à Ars-sur-Moselle.
- Michel Heinrich, footballeur français de 1958 à 1970, né en 1940 à Ars-sur-Moselle.
- Jean-Louis Heinrich (1943-2012), footballeur français de 1959 à 1970, né à Ars-sur-Moselle.
- Aldo Berardi (né en 1963), évêque, depuis 2023 Vicaire Apostolique d'Arabie Nord (Bahreïn, Qatar. Koweït, Arabie Saoudite)

### Héraldique
| Blason | Blasonnement : Parti d'or à la tour de sable, maçonnée d'argent, ouverte sur toute sa hauteur d'or, soutenue d'une fasce ondée d'azur et de gueules au dextrochère de carnation vêtu d'azur mouvant d'un nuage d'argent, tenant une épée d'argent garnie d'or accostée de deux cailloux d'or Commentaires : Adopté par la commune le 27 octobre 1948, le blason associe la position sur la Moselle et les armes du chapitre de la cathédrale de Metz |

### Route des vins de Moselle

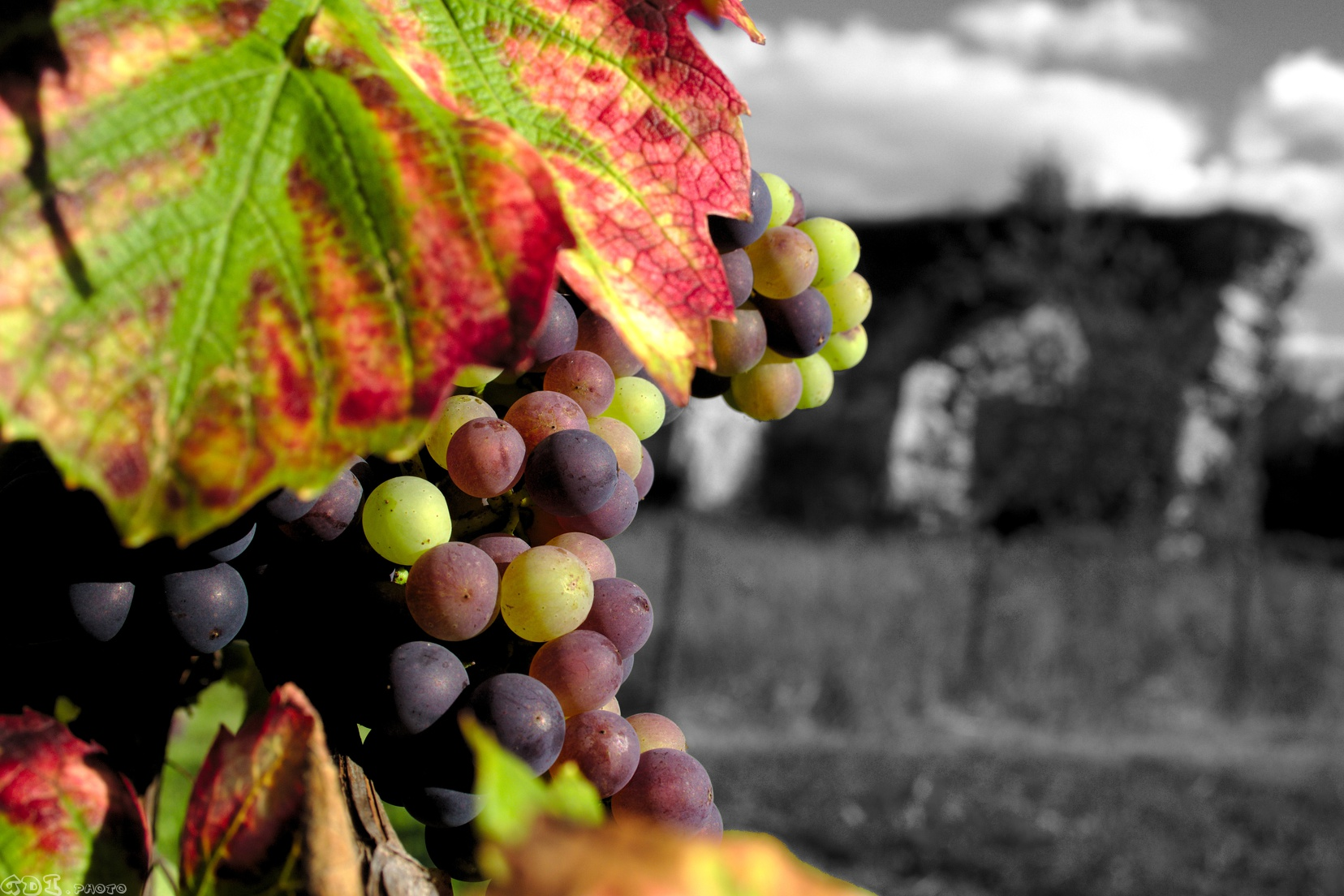
Une grappe du vignoble d'Ars-sur-Moselle du domaine La Joyeuse, au pied des arches de l'aqueduc de Gorze à Metz.

Ars-sur-Moselle est l'une des communes traversées par la Route des vins de Moselle. Le domaine de La Joyeuse, à Ars-sur-Moselle, est spécialisé dans les vins issus de l'agriculture biologique. Il est labellisé AOC Vin de Moselle. La plus grande partie de ses vignobles est située sur la commune d'Ancy-sur-Moselle. Sur le territoire de Ars-sur-Moselle, c'est au pied des arches de l'Aqueduc de Gorze à Metz que l'on trouvera les vignobles du domaine de La Joyeuse.

## Pour approfondir